# Fritz Mackensen
Pour les articles homonymes, voir Mackensen.
Fritz Mackensen (né le 8 avril 1866 - mort le 12 mai 1953 à Brême) est un peintre allemand de l'Art nouveau.

## Biographie
Mackensen, à partir de 1888, étudie auprès de Friedrich August von Kaulbach et de Wilhelm von Diez à l'Académie des beaux-arts de Munich. Amateur précoce de la peinture paysagiste, il participe en 1889 à la fondation de la « colonie artistique » de Worpswede avec Otto Modersohn et Hans am Ende.
En 1908, il succède à Hans Olde à la tête de l'École des beaux-arts de Weimar, qu'il quitte en 1916. Parmi ses élèves ayant accédé à une renommée internationale, on compte Georg Harms-Rüstringen (de) ainsi que (à l'époque de Worpswede) Paula Modersohn-Becker.
Entre 1933 et 1935, Mackensen dirige la Nordische Kunsthochschule (École d'art nordique), de l'actuelle École supérieure des arts de Brême (de).